# こんぺいと!
『こんぺいと!』は、ふじのはるかによる日本の4コマ漫画作品。「まんがタイムファミリー」（芳文社）にて2005年10月号から2009年7月号まで連載。また、同誌の表紙イラストも担当していた。

## 概要
もともとこの作品はふじのの代表作である『派遣社員 松島喜久治』からのスピンオフ作品であり、同作品に登場したOL・睦月を主人公にしたものである（登場人物については同作の項も参照のこと）。

## 登場人物

### 主人公
小津睦月（おづ むつき）
日の出板硝子の受注課に勤務するOL。身長が非常に小さいことから「小さい生き物」と称される（社内でも一番小さい。高校時代も学内一小さい生き物だったらしい）。未成年（子供）と間違えられることもしばしばで、本人も慣れっこ。
ショールームの植物のお世話係や三ヶ月に一度の生産会議のお茶出し隊長の仕事もしている。本人は「パシリ」であることを自覚していながら、なぜか誇らしげ。しかし、要領が悪いせいか、一度に複数の用事をこなせない。
よく語尾に「～ほ」を付ける。象マニア。色気より食い気な性格で、本人曰く「胃袋が宇宙につながっている」。酒に関しても滅法強く、成帆・萌・紫乃とともに、ザルである。
異常に気が小さく、さらに被害妄想（見えない敵に囲まれている、など）が酷く、特にひもじい（空腹）時は、マイナス思考が酷くなる。また、かなり人見知りする性格で、合コンも非常に苦手とし、好き好んで参加はしない。花札など、ゲーム事には、あり得ないほど弱い。また、気が小さいくせに、歌声は超デカい。髪型はおかっぱ頭だが、毛先は横一直線ではなく、ギザギザ（前髪も後ろ髪も）
4歳の頃にじっと見過ぎて目を回したため、カタツムリが苦手。しかし、似た形のサザエは、トゲ部分がストッパーになって長時間見ていても目を回さないのと、目を回す間もなく食べてしまうことから、平気で、つぼ焼きが大好物である。

### 日の出板硝子
伊勢成帆（いせ なるほ）
受注課主任。29歳。睦月の先輩。元スケ番。ルックスやスタイルは意外と良く、萌や紫乃を差し置いてナンパされたりすることもあるが、性格は強気かつ豪快で「姐御」と称され、社の作業員らしき3人の男を子分にしている。また、元ヤンであるせいか、義理堅く律儀。4人娘の中でも一番の酒豪で喫煙者でもある。3ヶ月に1度行われる生産会議の出席者の紅一点であり、上司に対しても物怖じせず堂々と発言する。後にフジノ・ハルタ（後述）と婚約。
泳ぎが得意で、バタフライが異常に上手い。
既婚の姉がいて、臨月らしい。
洒落っ気が無いこと（真冬でも腕まくり、服や水着などもあまり買わない）、色気より食い気、合コンが苦手、ビアガーデン好きという点で、他の2人以上に睦月と気が合うこともある。
萌（もえ）
睦月の先輩。既婚（夫は単身赴任中）。OLたちの中では長女的存在で後輩たちへの面倒見がいい。しかし、成帆や紫乃が萌を呼び捨てにしていることから、年齢的には彼女らと近いか同年代と思われる。
既婚者であるにもかかわらず、合コン大好きで、紫乃といいコンビ。
彼女のダンナは、単身赴任が多いが、睦月達と顔見知り。料理がとても上手い。
紫乃（しの）
睦月の先輩。検査課勤務。恋に生きる性格で、男がたくさんいて、「結婚しても浮気する」と公言している。ただしこれまで「男運」に恵まれているとはいえない。埼玉に姉がいる。
成帆・萌とあわせて、通称「お姉さんズ」。
牧村（まきむら）
睦月たちの上司で所長で「ボス」と呼ばれている。小動物で癒されるらしく、睦月を常に「小さい生き物」と呼び、気に入っている。彼女に食べ物を与えて食べているのを見て癒される、本社の連中に「小さい生き物」を自慢するなど、睦月に対して非常に甘いが、度が過ぎると、部下の成帆にシメられることも。
盆田が入ってからは、同じ理由で彼のことも気に入っている。
彼の息子2人は、彼によく似た顔をしている。2年前、空き巣に入られたことがあるらしい。
島田（しまだ）
係長。かつては睦月の上司だったが現在は上越支店に異動。ケチ。
盆田（ぼんた）
通称「ボン」。日の出板硝子の兄弟会社・日の入ブロックガラスの専務の息子で修行のために日の出に出向。世間知らず。睦月ほどではないが、男としては小柄なため、睦月とともに牧村のお気に入り。おっとりとした性格だが睦月と気が合っていて、成帆からどやされる時がある。1年間だけの予定だったが期間が過ぎても放置されたままになっている。妹がおり、日の入ブロックガラスの受付嬢をしている。
大石まお（おおいし-）
日の出板硝子東北支店の新入社員。体格は大きいが、顔が睦月によく似ており、そばかすがある。また、睦月に似ていることから、周りからは「大きい生き物」又は「びっぐ」と称される。睦月の事を先輩と慕っているが、体格の差のせいか年下の子供だと思い込んでいる。ちなみに家族全員が睦月そっくりな顔で本人が一番小さい。睦月とは特に血縁関係はない模様。
家族の中で唯一、酒が一滴も飲めない下戸。

### 小津家
小津卯月（おづ うづき）
睦月の姉。やはりOL。自称・他称ともに「ヘビ女（スネークガール）」で、父親にさえそう言われる。銘花（山アジサイとクリスマスローズ（後者は計134株））マニアで、給料をつぎ込んで集めている。庭先にいるカタツムリ（でんでん虫）に「てれすけ」と命名しているが、カタツムリはたくさんいるので、区別がつくわけもなく、庭にいるカタツムリは全部「てれすけ」らしい。
妹・睦月と違って気は強いが、食に関しては、睦月と正反対に、超小食。
「派遣社員 松島喜久治」2巻46頁にも睦月の嫁いで家を出た姉らしき人物が出てくる。実家住まいをいいことに好きにやってそうな自由人ぽい印象の見た目の卯月とは違って、美人で包容力がありそうな印象の見た目だった。
睦月の両親
父は俳句が趣味で、会を主催している。しかしセンスは無い。
母はカラオケが趣味。工藤と田丸を舎弟にしている。猫アレルギーだったが、ルーパが来た後、夜中にこっそりなでていたことから、猫が嫌いなわけではないらしい。また、ルーパが来てから数日かかってアレルギーが治まり、一緒に昼寝する仲になっている。
ルーパ
通称「ルー」。白と一部薄茶の模様をしている睦月の猫。睦月と同じビビリな性格。元は野良猫だったが、母・まりもと兄・ウーパに置き去りにされたうえ、病気になったため、不憫に思った睦月が飼う事になる。名前の由来はウーパールーパーから。兄弟の名付け親は睦月。

### 同級生（ダメ組）
千津（ちず）
睦月の幼なじみで、高校まで同級生だった。花屋に勤務。睦月と互角の胃袋を持ち、大食いである。
彼女と睦月は、幼少の頃から、片方が泣くと連鎖（条件反射）でもう片方も泣いてしまう関係で、今もそうである。
田丸（たまる）
睦月の高校時代の同級生では身長が高い。いつも帽子を被っている。彼女はいない。度々睦月たちと食事をするようになる。睦月の母親の舎弟。
同級生同士の結婚式の余興でやる替え歌を作ったが、そういうことに関しては、睦月達に酷評されるほどセンスが悪いらしい。
工藤（くどう）
田丸と同じく睦月の高校時代の同級生。やはり彼女はいない。睦月の母親の舎弟。
彼の姉も、睦月や千津と顔見知り。料理が上手く、特にハムライスは絶品。睦月達の好物。
土井（どい）
睦月の中学時代の同級生。初詣の際に再会する。学校に毎日1番に登校しないと気が済まず、できないと暴れたらしい。今でも、神社で1番に並んで初詣をしないと気が済まず、5年連続で1番を取っているが、もし取れなかった場合、昔同様に暴れるのかは不明。
まる
本名不明。おそらくあだ名。睦月の高校時代の同級生。同じく同級生の「いっしー」という男と結婚。式では、睦月達に「誰？」と言われるほど、普段と全く違う美人顔に変身した。ちなみに、初登場は結婚式の話ではなく、1巻のバレンタインの話でダメ組が集まった際、密かに登場していた。
いっしー
本名不明。おそらくあだ名。睦月の高校時代の同級生。同じく同級生の「まる」という女性と結婚。式の前に緊張してトイレに行ってしまうあたり、かなり緊張に弱いらしい。

### その他
大家さん
睦月達の会社の敷地の大家さん。グルメで、おいしい穴場の店を知っていて、ごちそうしてくれるため、睦月達に好かれている。気のいいおばさん。
お弁当屋さん
日の出板硝子でいつも昼の弁当の注文を受けている仕出し屋さん。睦月達がよく行く「のんき亭」の主人の息子。いつも酢豚だけ激マズで、その日だけ注文が激減することを不思議に思っているが、父親に「おまえの酢豚の味は変」と言われても「オレにはオレの味がある」と言う。しかも、オヤジの酢豚の味が変じゃないか、と睦月達に聞く。ガンコ者。
ハラペコで成帆に「食事してエネルギーチャージしろ」と会社を放り出された睦月に、余った弁当をあげるといった、優しい部分も持っている。
フジノ・ハルタ
総務部長の親友で、彼らの地元限定では人気のファッションデザイナーだが、一般的には、全くの無名。通称「ハルタン」。年齢は牧村所長より上。成帆の、自分より大酒飲みな点を気に入っている。後に成帆と婚約する。
尚美（なおみ）
かつて睦月がバイトしていたマロングラッセ証券の社員。睦月を大変気に入っており、彼女の夏休みに再びアルバイトに誘う。マッチョな女性らしいが、絵的にはそれほどでもない。
小動物が好きで、睦月を「小さい生き物」と呼び、びっくりさせたりダメ出ししたりして、いろんな表情をするのを見て癒されているが、やっぱり笑顔が一番好きらしい。ある意味、牧村と似た性格。
まりも
睦月の街をテリトリーにしているメスの野良猫の親分。ウーとルーの母親。ルーを置いて、ウーとともにどこかに行ってしまった。
ウーパ
通称「ウー」。ルーの兄で白と一部黒模様になっているのが特徴。気が強い性格で精悍な姿をしている。ルーを置いて、まりもとともにどこかに行ってしまった。のちに、まりももいなくなった1匹だけで目撃されている。
松島喜久治（まつしま きくじ）
ゲスト出演。睦月に頼まれ、派遣先のコバンビ学園の先生達との合コンをセッティングした。
成帆が病気と怪我でダウンした際に助っ人として日の出板硝子に派遣された。
千歳（ちとせ）
松島の妻。かなりシンプルな顔をしている。睦月とも顔見知り。
コバンビ学園の教師達
睦月の頼みで、松島が合コンメンバーに選んだ、独身教師達。小塚は彼女アリだが、合コン好きらしく、参加。宗方は独身だが、バッチリメイクの萌と紫乃、子供っぽ過ぎる睦月を敬遠、成帆の隣に座るが、成帆の高1の頃の担任に似ていたらしく、メンチを切られた。花岡は女性だが、自称コバンビ一の飲んべで、飲み会が好きなので参加。飲んべという点で、成帆・萌・紫乃らと意気投合した。

## 単行本
2009年6月現在、まんがタイムコミックス（芳文社）より単行本は2巻発売されている。単行本化されなかった回はマンガ図書館Zにて第3巻として電子書籍化で公開されている。
1. 第1巻（2007年3月発売）ISBN 978-4-8322-6527-1
2. 第2巻（2008年5月発売）ISBN 978-4-8322-6634-6